# Родионов, Александр Ростиславович
Александр Ростиславович Родионов (1849-1910) — русский морской начальник, вице-адмирал.

## Послужной список
- 1872 — Окончил Морское училище. Мичман.
- 1876 — Лейтенант (1876).
- 1880—1881 — Флаг-офицер при Главном начальнике Морских сил Тихого океана.
- 1884 — Флаг-офицер походного штаба командующего Практической эскадрой.
- 1887 — Капитан 2-го ранга. Флаг-капитан штаба командующего отрядом Тихого океана.
- 1888—1890 — Старший делопроизводитель Главного Морского штаба.
- 26 мая (7 июня) 1890 года назначен флаг-капитаном штаба командующего Практической эскадрой Чёрного моря[1]
- 1890—1891 — Старший офицер броненосного крейсера «Адмирал Нахимов».
- 1891—1892 — Флаг-капитан берегового штаба старшего флагмана 1-й флотской дивизии.
- 1892 — Флаг-капитан штаба командующего Практической эскадрой Балтийского моря.
- 1892—1894 — Старший делопроизводитель высшего оклада Главного Морского штаба.
- 1894—1895 — Командир мореходной канонерской лодки «Отважный».
- 1895—1896 — Флаг-капитан штаба начальника Соединённых эскадр в Тихом океане.
- 1895 — Капитан 1-го ранга[2].
- 1896 — Командир крейсера 1-го ранга «Память Азова».
- 1898-1897 — Командир крейсера 1-го ранга «Рюрик»[3].
- 1897—1899 — Командир крейсера 1-го ранга «Паллада»
- 1899—1902 — Командир крейсера 1-го ранга «Баян»[4].
- 1902 — И. д. начальника отдела сооружений Главного управления кораблестроения и снабжения (ГУКиС). Контр-адмирал «за отличие».
- 1902—1906 — Начальник отдела сооружений ГУКиС.
- 1906—1907 — И. д. начальника ГУКиС.
- 26 февраля (11 марта) 1907 года произведен в вице-адмиралы с увольнением в отставку[5].